# Laxbach (Neckar)
Der Laxbach, auch Lachsbach genannt, ist der kurze gemeinsame Unterlauf zweier langer Odenwald-Bäche, der bei Hirschhorn im hessischen Landkreis Bergstraße von rechts und Norden in den Neckar mündet.

## Geographie

### Verlauf
Der Laxbach entsteht im Ortsbereich Hirschhorns aus dem Zusammenfluss des rechten Ulfenbachs und des linken Finkenbachs und mündet dort schon nach wenig über 700 m in den Neckar. Verschiedentlich werden auch Abschnitte des Ulfenbach-Unterlaufes mit seinem Namen bedacht oder umgekehrt sein eigener Lauf mit dem eines der Oberläufe.

### Einzugsgebiet
Das Einzugsgebiet umfasst 170,0 km² und liegt naturräumlich gesehen im Odenwald, weit überwiegend in dessen Unterraum Sandstein-Odenwald, zuletzt und insbesondere auch mit dem letzten Teileinzugsgebiet unterhalb des Zusammenflusses der Oberläufe im Unterraum Odenwald-Neckar.

### Zuflüsse
- Ulfenbach, rechter Oberlauf (Hauptstrang) von Nordnordwesten, 29,3 km und 95,8 km². Entspringt auf etwa 415 m ü. NHN beim Sägewerk von Grasellenbach.
- Finkenbach, linker Oberlauf (Nebenstrang) von Norden, 21,6 km auf dem Strang Airlenbach → Falkengesäßerbach → Finkenbach und 73,9 km². Entspringt als Airlenbach auf etwa 403 m ü. NHN kurz vor Oberzent-Airlenbach.

### LUBW
Amtliche Online-Gewässerkarte mit passendem Ausschnitt und den hier benutzten Layern: Lauf und Einzugsgebiet des Laxbachs

Allgemeiner Einstieg ohne Voreinstellungen und Layer: Daten- und Kartendienst der Landesanstalt für Umwelt Baden-Württemberg (LUBW) (Hinweise)
1. 1 2 3  Höhe nach dem Höhenlinienbild auf dem Hintergrundlayer Topographische Karte.
2. 1 2  Länge nach dem Layer Gewässernetz (AWGN).
3. ↑  Einzugsgebiet nach dem Layer Aggregierte Gebiete 05.
4. ↑  Einzugsgebiet nach dem Layer Basiseinzugsgebiet (AWGN).

### Andere Belege
1. ↑  Gewässerkartendienst des Hessischen Ministeriums für Umwelt, Klimaschutz, Landwirtschaft und Verbraucherschutz (Hinweise)
2. ↑  Otto Klausing: Geographische Landesaufnahme: Die naturräumlichen Einheiten auf Blatt 151 Darmstadt. Bundesanstalt für Landeskunde, Bad Godesberg 1967. → Online-Karte (PDF; 4,3 MB)
3. ↑  Josef Schmithüsen: Geographische Landesaufnahme: Die naturräumlichen Einheiten auf Blatt 161 Karlsruhe. Bundesanstalt für Landeskunde, Bad Godesberg 1952. → Online-Karte (PDF; 5,1 MB)